# Крунисање британског владара
Крунисање британског владара је церемонија, тачније церемонија приступања где владар Велике Британије званично постаје носилац круне и бива проглашен краљем. Крунисање је еквивалентно церемонијама које се одвијају у европским монархијама данашњице, које су одбациле крунисање и уместо њега практикују инаугурацију и преузимање трона.
Крунисање се обично дешава неколико месеци после смрти претходног владара, по истеку периода жалости. Са крунисањем се чека јер се сматра да би било неприкладно правити прославе у време жалости, а свако крунисање се наравно прославља. Осим тога и организатори на тај начин добијају довољно времена. Узмимо за пример краљицу Елизабету II која је наследила трон 6. фебруара 1952. године, а крунисана је тек 2. јуна 1953. године.
Церемонију води кентерберијски надбискуп као највиши бискуп Цркве Енглеске. Остали црквени великодостојници и племство такође имају своју улогу у церемонији. Крунисању присуствују владини званичници као и представници страних земаља.
Саставни елементи крунисања нису се променили у последњих 1000 година. Кандидат се прво представља и бива проглашен од стране народа. Он или она затим полаже заклетву да ће поштовати законе и цркву. Затим бива помазан уљем, те преузима краљевске дужности и прима почаст својих поданика.